# Dimitri Ivanovitch
 (avril 2011).
Si vous disposez d'ouvrages ou d'articles de référence ou si vous connaissez des sites web de qualité traitant du thème abordé ici, merci de compléter l'article en donnant les références utiles à sa vérifiabilité et en les liant à la section « Notes et références ».
Dimitri Ivanovitch, né le 19 octobre 1582 (29 octobre dans le calendrier grégorien) et mort le 15 mai 1591 (25 mai dans le calendrier grégorien) à Ouglitch, également connu comme le tsarévitch Démétrius, le tsarévitch Dimitri, Dmitri d'Ouglitch ou Dmitri de Moscou, (en russe : Дмитрий Иванович, Дмитрий Угличский, Дмитрий Московский) est un tsarévitch russe, le plus jeune fils d'Ivan le Terrible et de Maria Fiodorovna Nagaïa, sa sixième ou septième femme. Il vécut seulement huit ans, mais sa mort fut à l'origine d'une crise dynastique et politique (Temps des troubles) qui dura plus de vingt ans après sa mort.
Il est canonisé en 1606 et est aujourd'hui célébré le 28 mai.

## Biographie
À la mort d'Ivan IV, il devient le seul représentant de la maison des Ruriks avec son frère aîné, Fédor Ier. Cependant, du fait qu'il soit né du sixième mariage de son père, il est considéré comme illégitime par l'église orthodoxe qui n'autorise que trois mariages. Il est de fait exclu qu'il puisse monter sur le trône. Les règles de l'État russe voulaient que ce soit Boris Godounov, un boyard ayant des prétentions sur le trône de Russie, qui règne.
En 1584, Godounov envoie Dimitri et sa mère en exil à Ouglitch. Là-bas il est considéré comme le prince du comté d'Ouglitch et bénéficie d'une cour. Officiellement il obtient un héritage mais dans les faits, les autorités craignaient qu'il devienne  le centre de ralliement de tous les mécontents du Tsar officiel.
Cette version est corroborée par le fait que le prince ne reçut, outre une partie des revenus du comté, aucun « héritage ». Le pouvoir réel appartient en réalité à des « gens de service » envoyés de Moscou, et dirigés par Mikhaïl Bitiagovski.
Selon une version postérieure, Godounov voulait se débarrasser de Dimitri, qui aurait pu monter sur le trône, car Fédor souffrait de stérilité.

### Mort mystérieuse
Le jeune Dimitri meurt le 15 mai 1591 des suites d'une blessure d'arme blanche. Une commission d'enquête dirigée par Vassili IV Chouiski, conclut à un accident. Il est désormais contesté par une majorité d'historiens que cette mort soit un assassinat ordonné par Boris Godounov qui succédera à Fédor Ier sept ans plus tard.
Peintures murales, église Prince-Dimitri-sur-le-Sang-Versé, Ouglitch. 

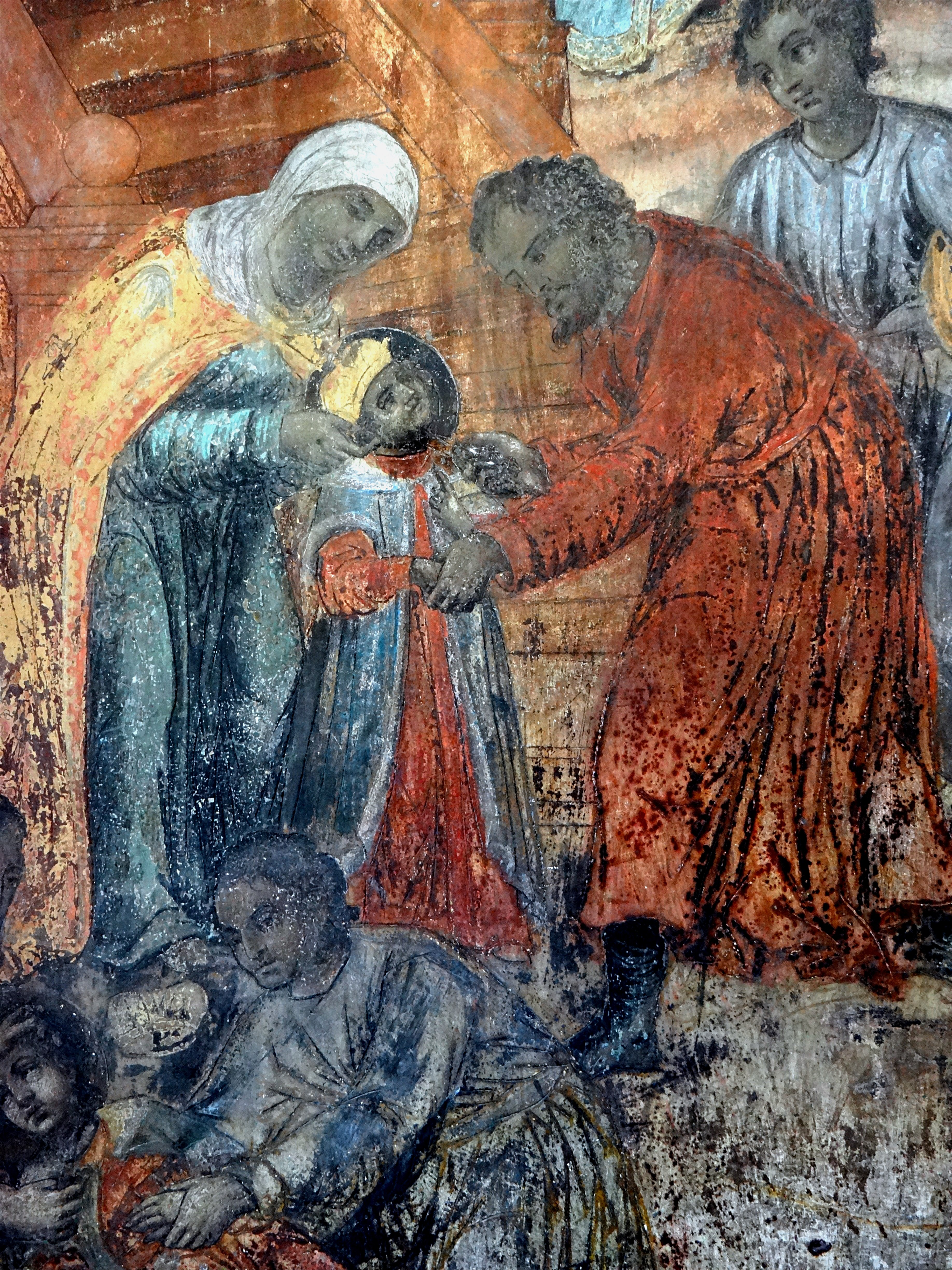
Assassinat du tsarévitch Dimitri Ivanovitch.
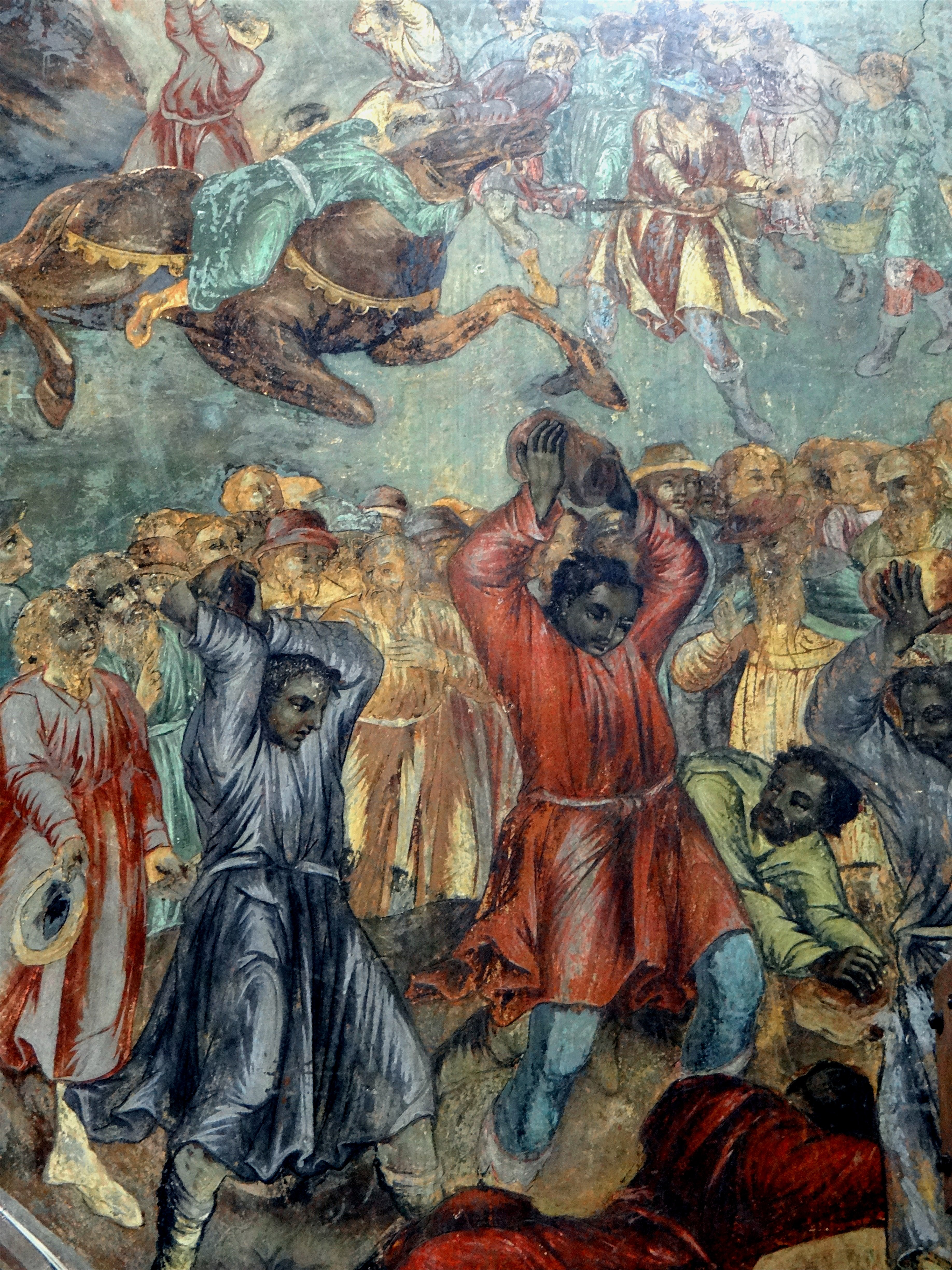
Massacre des assassins de Dimitri Ivanovitch.

## Imposteurs
Quelques années plus tard, un moine du nom de Grigori Otrepiev affirma être Dimitri Ivanovitch. Appuyé par la Pologne, il régnera un an et vingt-quatre jours. D'autres imposteurs tenteront de se faire passer pour Dimitri.
- Faux Dimitri : Grigori Otrepiev.
- Second faux Dimitri, un autre imposteur ayant tenté de se faire passer pour l'héritier du trône.
- Troisième faux Dimitri, dit « le voleur de Pskov », prétendant en 1611−1612.